# Morina longifolia
Morina longifolia là một loài thực vật có hoa trong họ Kim ngân. Loài này được Wall. mô tả khoa học đầu tiên năm 1829.

## Hình ảnh

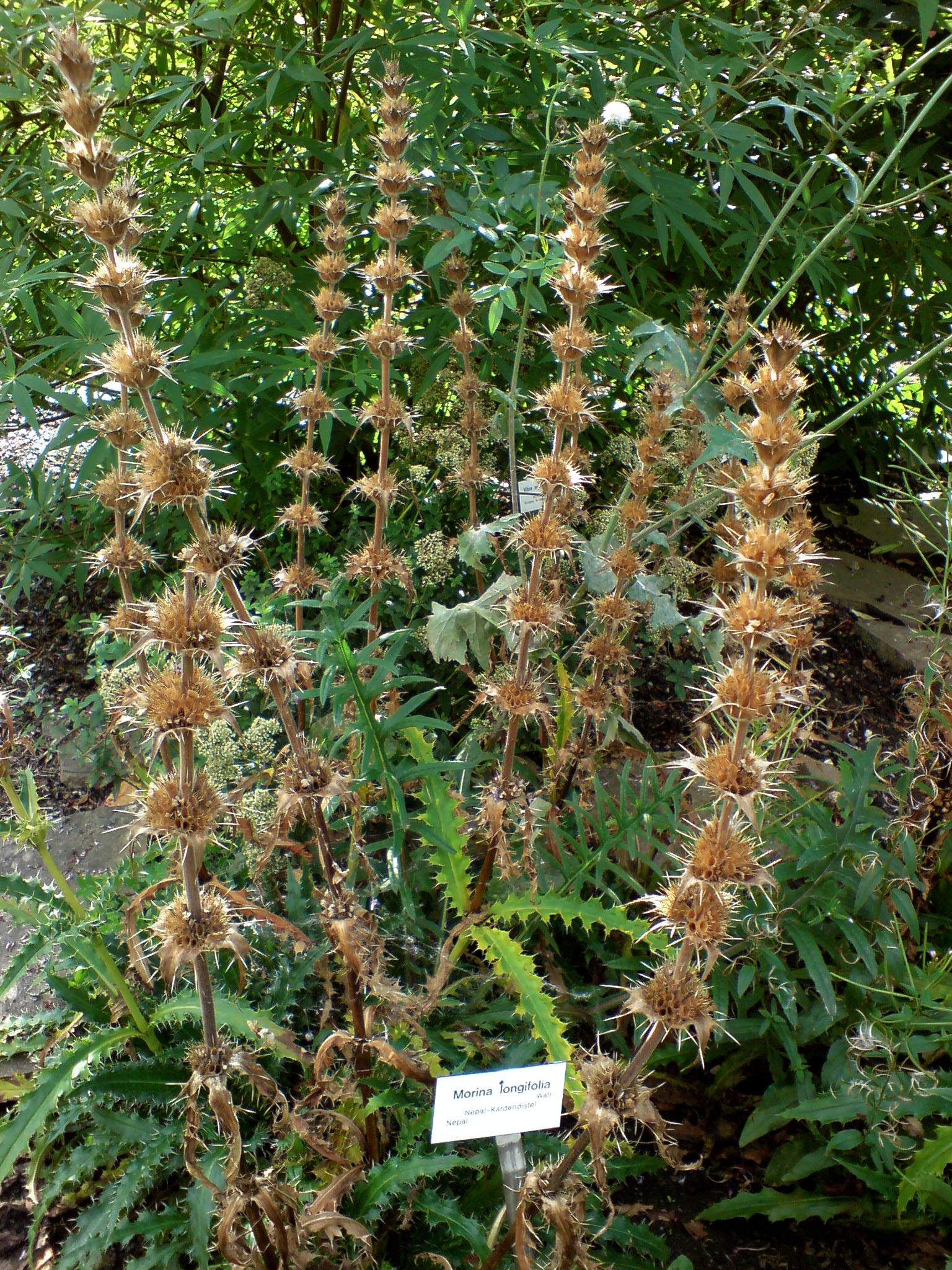
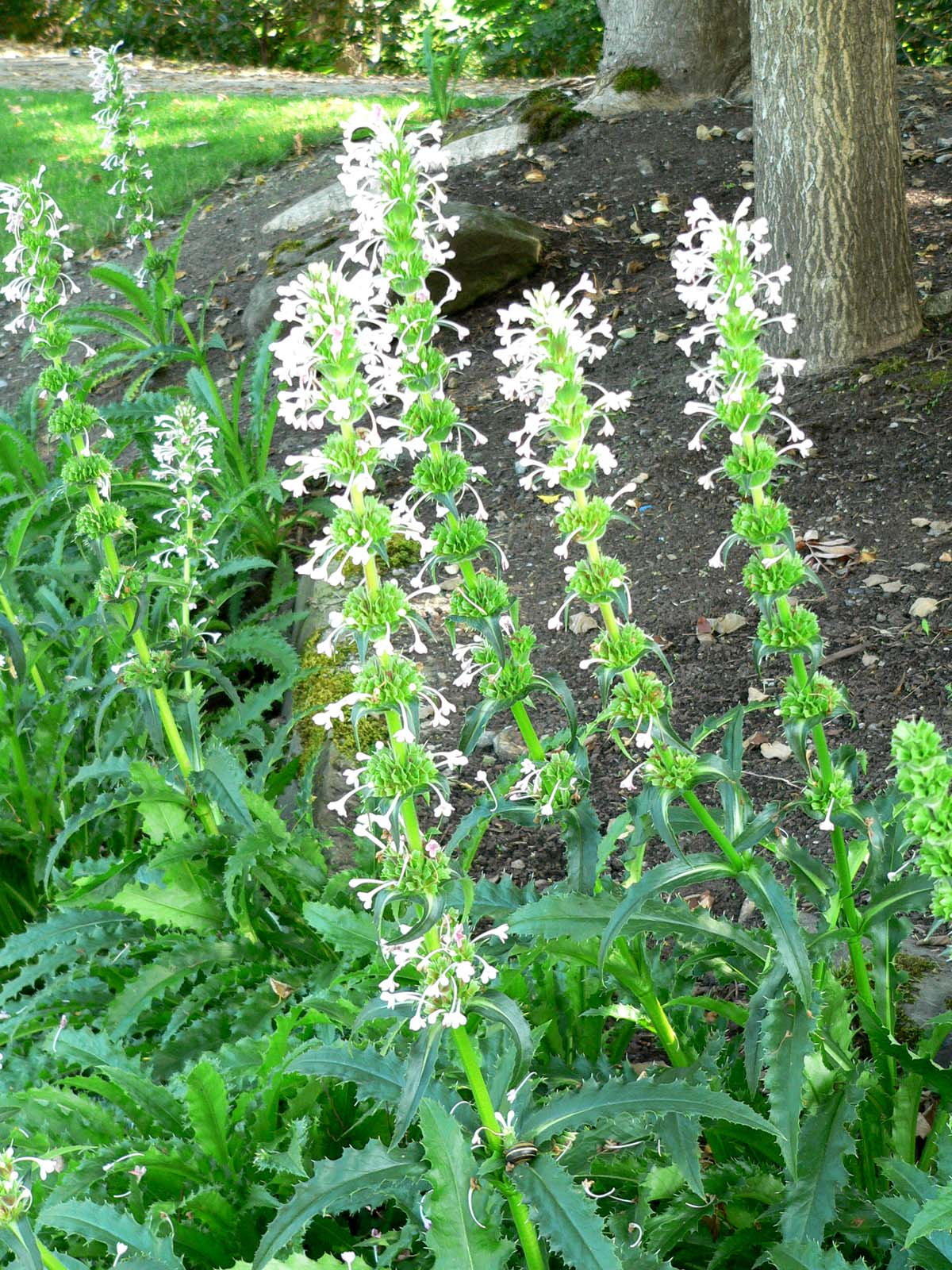
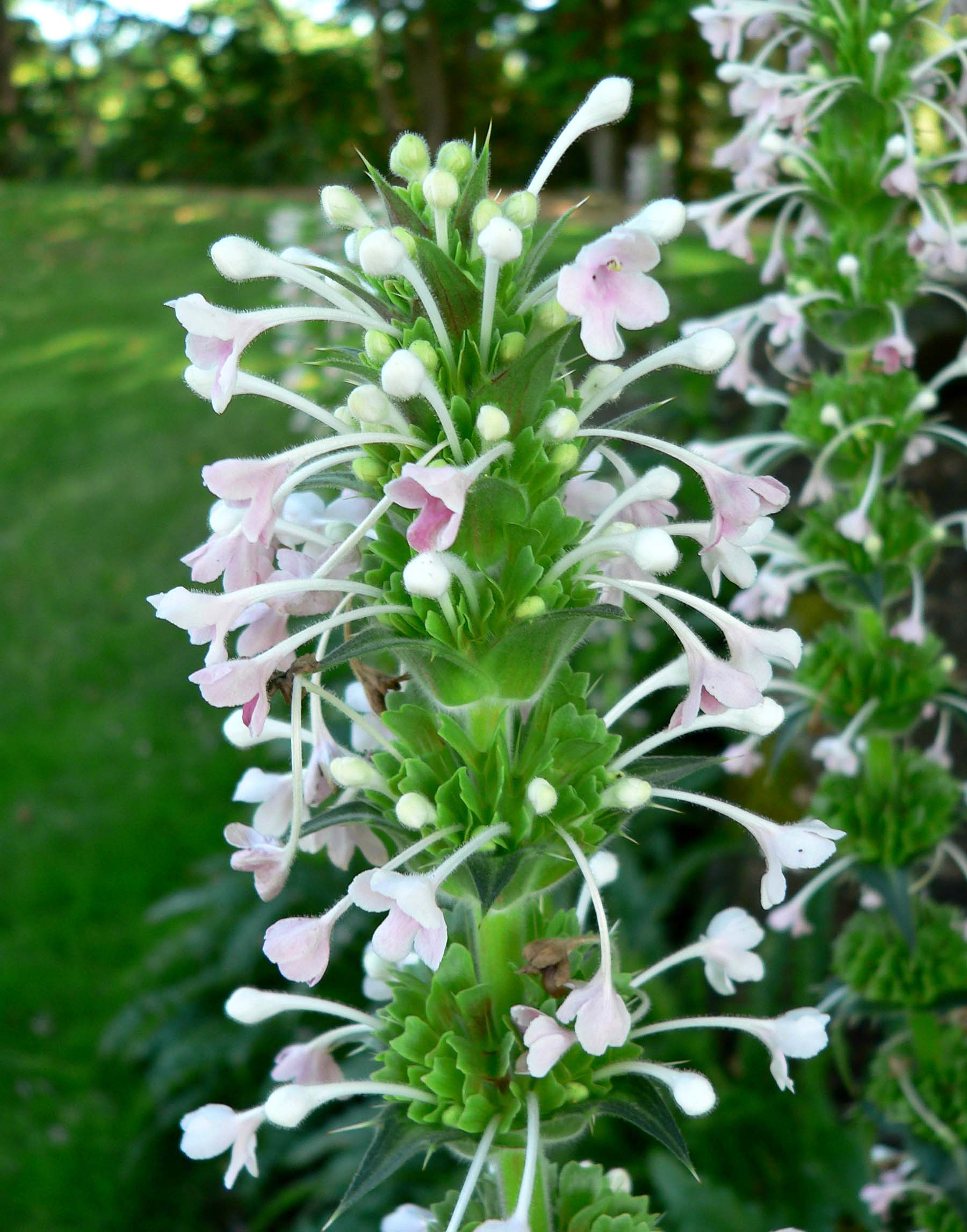
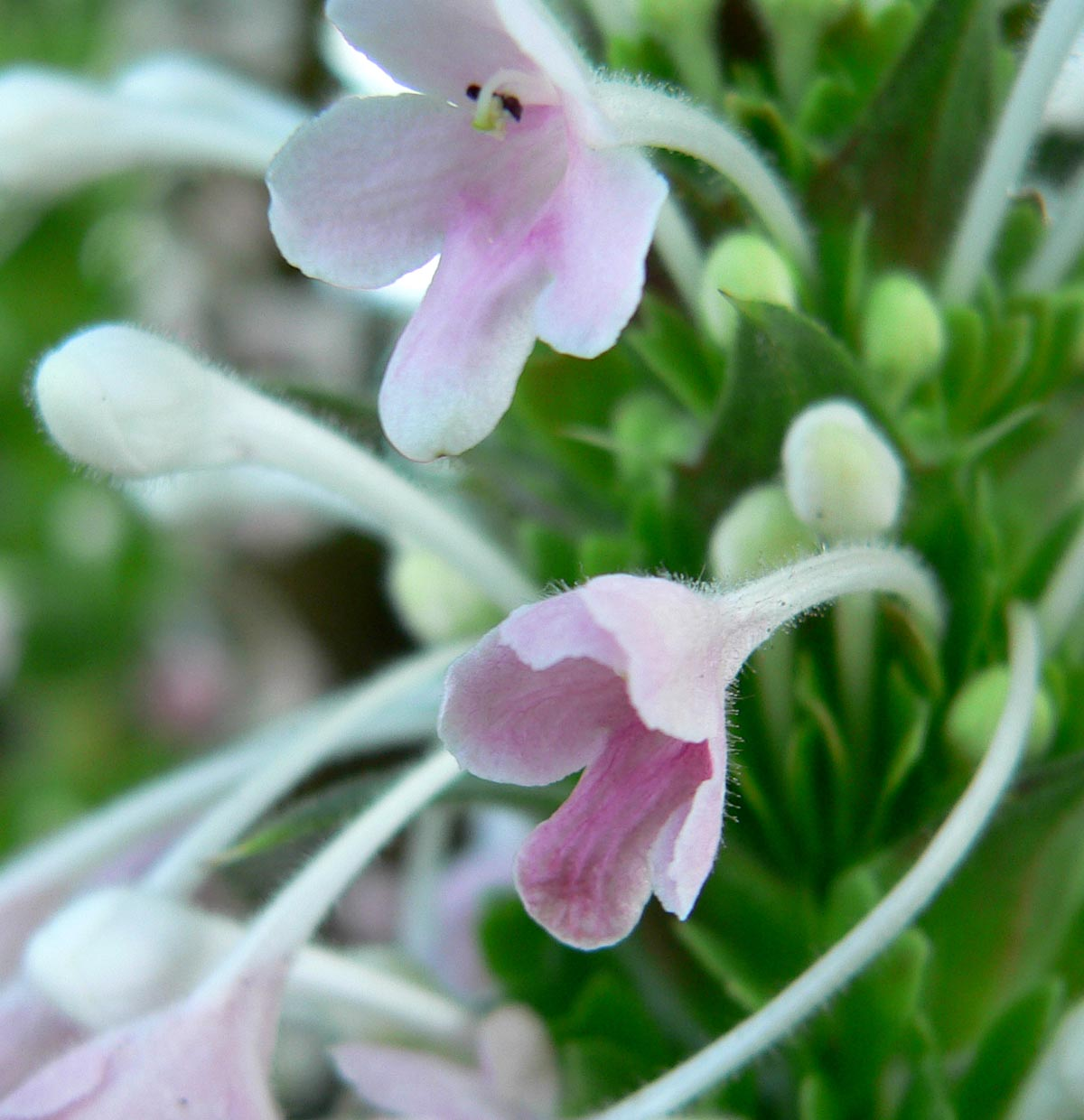